# 喜多村信節
喜多村 信節（きたむら のぶよ、天明3年10月16日（1783年11月10日） - 安政3年6月23日（1856年7月24日））は、江戸期の国学者。
江戸後期の風俗百科事典『嬉遊笑覧』の著者であり、喜多村 筠庭（きたむら いんてい）として知られる。筆号は他に筠居（いんきょ）、静々舎。通称彦助、後彦兵衛。
江戸町年寄喜多村彦右衛門の弟、庶民社会の風俗や諸事に詳しく、多くの著作があり、他に『筠庭雑録』、『瓦礫雑考』、『武江年表補正』などがある。